# 楠田夏子
楠田 夏子（くすだ なつこ、8月8日 - ）は、日本の漫画家。京都府在住。

## 作品リスト
- るられる（『Kiss PLUS』2008年3月号）
- ハナゾノオトメ（『Kiss』2008年8号）
- フレア（『Kiss』2008年17号）
- ことこと かるてっと（『Kiss』2009年16号 - 2010年9号、初連載作品）
- グレイ ロマンス（『Kiss』2010年23号 - 2012年1号）
- それでも恋していいでしょ（『Kiss PLUS』2011年1月号 - 2012年1月号）
- ブルーバードブルー（『Kiss』2012年6号 - 同年23号）
- サエズリ図書館のワルツさん（原作：紅玉いづき、キャラクター原案：sime、『Kiss PLUS』2013年5月号 - 11月号（第一部））
- オールアボード（『コミック EDEN』 vol.1 - 『WEBコミック EDEN』移籍後 2015年5月20日）

### 単行本
- ことこと かるてっと（2010年、全2巻）
- グレイ ロマンス（2012年、全1巻）
- それでも恋していいでしょ（2012年、全1巻）
- ブルーバード ブルー（2012年、全2巻）
- オールアボード（2015年、全1巻）